# Lothar Gora

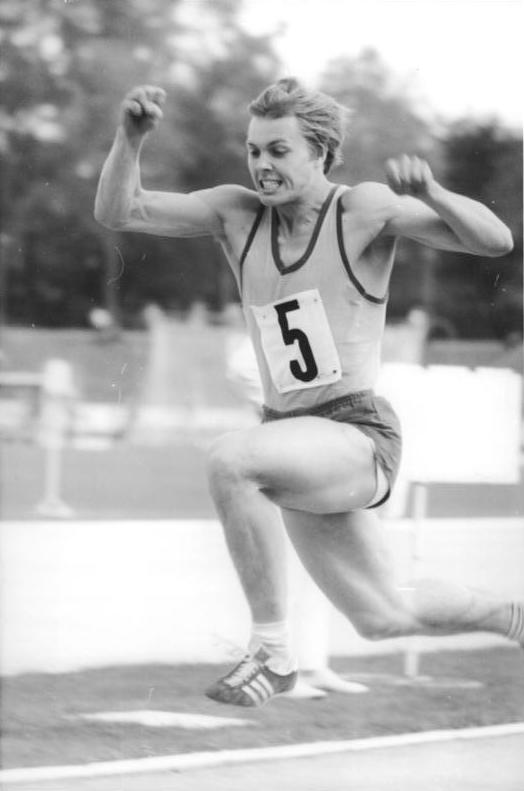
Lothar Gora (1974)

Lothar Gora (* 22. September 1954 in Eberswalde) ist ein ehemaliger deutscher Leichtathlet, der für die DDR im Dreisprung antrat.

## Sportliche Karriere
Lothar Gora startete für den ASK Potsdam. Bei DDR-Meisterschaften belegte er 1973, 1974 und 1977 den dritten Platz, 1978 gewann er den Titel. Noch erfolgreicher war Gora bei den DDR-Hallenmeisterschaften. 1975 und 1978 gewann er den Titel. 1974, 1976, 1979 und 1980 wurde er jeweils Zweiter.
Bei den Junioreneuropameisterschaften 1973 gewann Gora den Titel mit 16,29 Meter. 1974 bei den Europameisterschaften in Rom wurden alle 15 Springer zum Vorkampf zugelassen. Gora erreichte mit 16,42 Meter den sechsten Platz. Vier Jahre später bei den Europameisterschaften in Prag wurden ebenfalls alle 15 Springer zum Vorkampf zugelassen. Gora belegte nach drei Versuchen mit 16,20 Meter den elften Platz. Seine persönliche Bestleistung von 16,76 Meter sprang Lothar Gora am 5. August 1979, als er beim Europacup in Turin den vierten Platz erreichte. Insgesamt trat Gora bei 20 Wettkämpfen im Nationaltrikot an.